# 常盤村 (鳥取県)
常盤村（ときわそん）は、鳥取県東伯郡にあった村。現在の東伯郡北栄町の一部にあたる。

## 地理
由良川と支流・円城寺川沿岸の沖積平野に位置していた。

## 歴史
- 1889年（明治22年）10月1日、町村制の施行により、八橋郡島村、原村、西穂波村、穂波村が合併して村制施行し、常盤村が発足[2][3]。旧村名を継承した島、原、西穂波、穂波の4大字を編成[3]。八橋郡瑞穂村と組合村を結成した[1]。
- 1896年（明治29年）4月1日、郡の統合により東伯郡に所属[3]。
- 1899年（明治32年）原溜池水利組合を設立し、翌年、大谷堤を築き水不足を解消した[3]。
- 1917年（大正6年）11月1日、東伯郡瑞穂村と合併し大誠村を新設して廃止された[2][3]。合併後、大誠村大字島・原・西穂波・穂波となる[3]。

## 産業
- 農業[3]